# Siemen Derks Jensema
Siemen Derks Jensema (gedoopt Stedum, 29 april 1804 - Stedum, 12 oktober 1880) was een Nederlandse landbouwer en burgemeester.

## Familie
Jensema was een zoon van landbouwer Derk Jans Jensema en Trijntje Siemens. Hij trouwde in 1831 met Anje Harms Wijk.

## Loopbaan
Jensema was landbouwer op de Jensemaheert onder Stedum, sinds 1978 een rijksmonument. Hij werd op de boerderij opgevolgd door zijn neef Derk Jans Jensema (1824-1885), vader van Simon Derk Jensema (1864-1927), burgemeester van Loppersum. Hij werd bij Koninklijk Besluit van 19 februari 1852 benoemd tot burgemeester van Stedum. In 1872 werd hij, op eigen verzoek, ontslagen. 
Jensema overleed in 1880, op 76-jarige leeftijd.